# Оболенский, Василий Васильевич Телепень
Василий Васильевич Телепень Оболенский (ум. после 1494) — князь, воевода, старший из двух сыновей князя Василия Ивановича Косого Оболенского от второго брака с княжной Евпраксией Михайловной Белёвской. Родоначальник князей Телепнёвых-Оболенских.

## Биография
Посланный воеводою к Мценску город взял и "многих изымаше и приведши в Москву" (1492). Князь Василий Телепень-Оболенский, будучи вторым воеводой передового полка, участвовал в военном походе московской рати на литовские приграничные городки Мещовск и Серпейск и потом был вторым воеводой правой руки (январь 1492/1493).
В начале 1494 года исполнял придворные поручения во время приёма литовского посольства.

## Семья
Оставил после себя четырёх сыновей:
- Иван Немой (ум. после 1530), боярин и воевода
- Фёдор Лопата (ум. 1530), воевода
- Василий
- Фёдор Овчина (ум. после 1537), сын боярский, голова и воевода